# CYP2D6
Citocromo P450 2D6 (CYP2D6), è un membro della famiglia citocromo P450, una superfamiglia enzimatica di emoproteine, presente in tutti i domini dei viventi, appartenente alla sottoclasse enzimatica delle ossidasi a funzione mista (o monoossigenasi). CYP2D6 è uno dei più importanti enzimi coinvolti nel metabolismo di xenobiotici nel corpo. Inoltre, molte sostanze vengono bioattivate dal CYP2D6 per formare i loro principi attivi. Mentre CYP2D6 è coinvolto nella ossidazione di una vasta gamma di substrati di tutti i citocromi, esiste una notevole variabilità nella sua espressione nel fegato.
Il gene si trova nei pressi di due pseudogeni del citocromo P450 sul cromosoma 22q13.1. Per questo gene sono state trovate varianti della trascrizione con splicing alternativo, che codificano per diverse isoforme.

## Variabilità genotipica/fenotipica
CYP2D6 mostra la più grande variabilità fenotipica tra i CYP, in gran parte dovuta a polimorfismo genetico. Nei diversi individui il genotipo rende conto di una funzione CYP2D6 di tipo normale, ridotta, e inesistente.
La funzione di CYP2D6 in un particolare soggetto può essere descritta come sotto specificato:
- Metabolizzatori scarsi: questi individui presentano una funzione CYP2D6 molto ridotta o nulla.
- Metabolizzatori intermedi: questi soggetti metabolizzano i farmaci ad un tasso intermedio rispetto ai metbolizzatori scarsi e quelli ampi.
- Metabolizzatori ampi: questi individui hanno una normale funzione del CYP2D6.
- Metabolizzatori ultrarapidi: questi soggetti hanno più copie del gene CYP2D6 espresso, e quindi una funzione di CYP2D6 superiore al normale.

Il fenotipo CYP2D6 di un paziente è spesso determinato clinicamente tramite la somministrazione di debrisochina (un substrato selettivo del CYP2D6) e la successiva analisi della concentrazione plasmatica del metabolita (4-idrossidebrisochina).
L'attività del CYP2D6 è stata testata "in neonati sani che hanno ricevuto una dose orale (0,3 mg/kg peso corporeo) di destrometorfano a 0, 5, 1, 2, 4, 6, e 12 mesi di età. Il destrometorfano ed i suoi principali metaboliti sono stati misurati nelle urine. Il genotipo CYP2D6 è stato determinato mediante una reazione a catena della polimerasi (PCR, polymerase chain reaction) avvalendosi della tecnica nota come RFLP (dall'inglese restriction fragment length polymorphism, polimorfismo da lunghezza dei frammenti di restrizione).
I dati di genotipizzazione hanno indicato una forte correlazione tra il genotipo CYP2D6 e destrometorfano O-demetilazione (beta = -0,638; 95% IC: -0,745, -0,532, p <0.001).
L'attività di CYP2D6 è stata rilevata e trovata concordante con il genotipo a partire da 2 settimane di età. Non ha mostrato alcuna relazione con l'età gestazionale, e non cambia con l'età postnatale fino a 1 anno. Al contrario, la destrometorfano N-demetilazione si sviluppa in modo significativamente più lento nel corso del primo anno di vita. 
Il genotipo e l'acquisizione temporale della capacità di biotrasformazione dei farmaci sono fattori determinanti di una risposta ai farmaci nei neonati"
Il tipo di funzione di CYP2D6 in un individuo può influenzare la risposta di questa persona a diverse dosi di farmaci che sono metabolizzate da CYP2D6. La natura dell'effetto della risposta ad un certo farmaco dipende non solo dal tipo di funzione CYP2D6, ma anche dalla misura in cui la trasformazione di questo farmaco da parte del CYP2D6 determina la produzione di una sostanza chimica che ha un effetto simile, più forte oppure più debole, rispetto al farmaco originale, o ancora nessun effetto.
Per esempio, se CYP2D6 converte un farmaco che ha un determinato effetto in una sostanza che ha un effetto più debole, i metabolizzatori lenti (la cui attività di CYP2D6 è più debole) avranno una risposta esagerata al farmaco e mostreranno gli effetti collaterali più gravi.  Al contrario se CYP2D6 converte un altro farmaco in una sostanza che ha un effetto maggiore rispetto alla molecola progenitrice, i metabolizzatori ampi (che si caratterizzano per un'attività forte di CYP2D6) avranno una risposta esagerata a questo secondo farmaco e svilupperanno gli effetti avversi più importanti.

## Basi genetiche della variabilità
La base genetica per la variabilità di metabolizzazione ampia e scarsa è l'allele CYP2D6, localizzato sul cromosoma 22. 
I soggetti che possiedono determinate varianti alleliche mostreranno una normale, ridotta oppure nessuna funzione di CYP2D6, a seconda dell'allele.
| CYP2D6 allele e attività enzimatica |                 |
| Allele                              | CYP2D6 attività |
| CYP2D6*1                            | normale         |
| CYP2D6*2                            | aumentata       |
| CYP2D6*3                            | nessuna         |
| CYP2D6*4                            | nessuna         |
| CYP2D6*5                            | nessuna         |
| CYP2D6*9                            | ridotta         |
| CYP2D6*10                           | ridotta         |
| CYP2D6*17                           | ridotta         |

## Fattori etnici di variabilità
L'etnia è un fattore di ricorrenza di variabilità per CYP2D6. La prevalenza di metabolizzatori lenti del CYP2D6 è di circa il 6-10% nelle popolazioni bianche, ma è più bassa nella maggior parte degli altri gruppi etnici, come gli asiatici (2%).
Nei neri la frequenza dei metabolizzatori lenti è maggiore rispetto ai bianchi.
Il verificarsi di metabolizzatori ultrarapidi di CYP2D6 sembra essere maggiore tra le popolazioni del nord Africa e del Medio Oriente.
Questa variabilità è ilriflesso delle differenze di prevalenza dei vari alleli CYP2D6 tra le popolazioni. Circa il 10% dei bianchi sembrano avere l'allele non funzionante CYP2D6*4, mentre circa il 50% degli asiatici sembra possedere l'allele CYP2D6*10, che determina una riduzione della attività di CYP2D6 e comporta essere dei metabolizzatori intermedi. Quelli con normale funzione di CYP2D6 sono considerati metabolizzatori ampi.

## CYP2D6 ligandi
A seguire una tabella di substrati selezionati, induttori e inibitori del CYP2D6. Dove sono elencate le classi di farmaci, va ricordato che ci possono essere delle eccezioni all'interno della stessa classe.
Gli inibitori del CYP2D6 possono essere classificati per la loro potenza in:
- Inibitori forti: sono quegli inibitori che provocano un aumento pari ad almeno 5 volte i valori basali dell'AUC plasmatica, oppure una diminuzione della clearance pari a più dell'80%.[13]
- Inibitori moderati: gli inibitori provocano almeno un aumento di 2 volte dei valori basali plasmatici dell'AUC, oppure una riduzione compresa tra il 50 e l'80% della clearance.[13]
- Inibitori deboli: gli inibitori che provocano un aumento compreso almeno tra 1,25 volte e 2 volte dei valori plasmatici dell'AUC, oppure una diminuzione della clearance tra il 20 ed il 50%.[13]

| Substrati ↑ = bioattivazione da parte di CYP2D6 | Inibitori | Induttori                                                                                             |
| --- | --- | --- |
| - Tutti antidepressivi triciclici, es. - imipramina - amitriptilina - etc. - Molti antidepressivi SSRI, es. - fluoxetina - paroxetina - fluvoxamina - venlafaxina (antidepressivi inibitori della ricaptazione di serotonina-norepinefrina, SNRI) - mianserina - Trazodone - oppioidi - codeina bioattivazione ↑ in morfina - tramadolo bioattivazione ↑ - ossicodone - idrocodone bioattivazione ↑ - antipsicotici, es. - aloperidolo - risperidone - perfenazina - tioridazina - zuclopentixolo - iloperidone - aripiprazolo - clorpromazina - levomepromazina - remoxipride - minaprina (antidepressivo, inibitore reversibile delle MAO-A, RIMA) - tamoxifene bioattivazione ↑ (modulatore selettivo dei recettori degli estrogeni, SERM) - beta-bloccanti - metoprololo - timololo - alprenololo - carvedilolo - bufuralolo - nebivololo - propranololo - debrisochina (antiipertensivo) - Antiaritmici della classe I - flecainide - propafenone - encainide - mexiletina - lidocaina - sparteina - ondansetron (antiemetico) - donepezil (inibitore dell'acetilcolinesterasi) - fenformina (antidiabetico) - tropisetron (antagonista del recettore 5-HT3) - amfetamina (disordine da deficit di attenzione-iperattività, narcolessia) - atomoxetina (disordine da deficit di attenzione-iperattività) - clorfenamina (antistaminico) - dexfenfluramina (serotoninergico, anoressizzante) - destrometorfano (antitussigeno) nello psicoattivo destrorfano - duloxetina (inibitore della ricaptazione della serotonina-norepinefrina) - metoclopramide (antagonista della dopamina) - Metossiamfetamina - perexilina (antianginoso) - fenacetina (analgesico) - prometazina (antistaminico, antiemetico) | Forti: - Inibitori selettivi del reuptake della serotonina, SSRI - fluoxetina - paroxetina - bupropione (antidepressivo non-SSRI) - chinidina (antiaritmico di classe I) - cinacalcet (calciomimetico) - ritonavir (antiretrovirale) Moderati - sertralina (inibitore selettivo del reuptake della serotonina, SSRI) - duloxetina (inibitore selettivo del reuptake della serotonina-norepinefrina, SNRI) - terbinafina (farmaco antifungino) Deboli: - buprenorfina (nei dipendenti da oppiacei) - amiodarone (antiaritmico) - cimetidina (antagonista dei recettori H2) potenza non specificata: - antipsicotici - aloperidolo - perfenazina - tioridazina - zuclopentixolo - risperidone - clorpromazina - bicalutamide - iperforina (Hypericum perforatum) - antistaminici (antagonisti dei recettori H1) - Prometazina - clorfenamina - difenidramina - idrossizina - tripelennamina - alcuni antidepressivi, inibitori selettivi del reuptake della serotonina (SSRI) - citalopram - escitalopram - clemastina (antistaminico e anticolinergico) - celecoxib (FANS) - clomipramina (antidepressivo triciclico) - cocaina (stimolante) - doxorubicina (chemioterapico) - metoclopramide (antiemetico, procinetico) - metadone (analgesico) - moclobemide (antidepressivo) - ranitidina (antagonista delrecettore H2) - doxepina (antidepressivo triciclico, ansiolitico) - alofantrina (nella malaria) - levomepromazina (antipsicotico) - mibefradil (calcioantagonista) - midodrina (agonista alfa-1 adrenergico) - ticlopidina (antiaggregante piastrinico) | - desametasone (glucocorticoide) - rifampicina (battericida) Forti: - glutetimide (sedativo ipnotico) |